# PGC 26783
LEDA/PGC 26783 ist eine Spiralgalaxie im Sternbild Löwe auf der Ekliptik. Sie ist schätzungsweise 569 Millionen Lichtjahre von der Milchstraße entfernt und hat einen Durchmesser von etwa 150.000 Lichtjahren. Vom Sonnensystem aus entfernt sich das Objekt mit einer errechneten Radialgeschwindigkeit von näherungsweise 12.800 Kilometern pro Sekunde. Gemeinsam mit PGC 26774 bildet sie ein gravitativ gebundenes Galaxienpaar.
Im selben Himmelsareal befinden sich unter anderem die Galaxien NGC 2862, PGC 1775159, PGC 1784127, PGC 1788439.